# انپی‌پرازول
انپی‌پرازول (انگلیسی: Enpiprazole) انپیپرازول (INN، BAN) یک داروی ضد اضطراب از گروه فنیل پیپرازین است که هرگز به بازار عرضه نشد. این دارو اثرات مشابه ضد اضطراب در حیوانات ایجاد می‌کند، اگرچه به نظر می‌رسد این اثرات دو فازی هستند و ممکن است در دوزهای بالا وارونه شوند. این ماده به تولید ارتو کلروفنیل پیپرازین (oCPP) به عنوان یک متابولیت معروف است.